# CSNET
CSNET (Computer Science Network) è stata una rete di calcolatori sviluppata negli Stati Uniti nei primi anni ottanta che collegava i dipartimenti di informatica di varie università.
È stata finanziata dal National Science Foundation, ente governativo statunitense, con un contratto iniziale per il triennio 1981-1984. A capo del progetto c'erano Peter Denning (Purdue University), David Farber (Università del Delaware), Anthony Hearn (RAND Corporation) e Larry Landweber (Università del Wisconsin).

## Componenti
Il progetto CSNET era costituito da tre componenti principali: il sistema di posta basato su PhoneNet (Delaware), un name server (Wisconsin), e un tunnel TCP/IP-over-X.25 (Purdue). La rete CSNET era pensata come una estensione di Arpanet, alla quale molti dipartimenti di informatica non avevano possibilità di accedere. CSNET si collegava ad Arpanet implementando TCP/IP sopra il protocollo X.25, ma supportava, tramite dial-up, anche dipartimenti privi di connessioni sofisticate.
PhoneNet consentiva ai dipartimenti collegati di avere servizi di posta elettronica su sistema Unix con un meccanismo di trasporto sottostante basato solo su una connessione telefonica.
Il name server consentiva di effettuare la ricerca, manuale o automatica, di indirizzi e-mail basata su una serie di attributi degli utenti (ad esempio: nome, titolo, ente, ecc.)
Il tunneling del protocollo X.25 consentiva a un dipartimento di connettersi direttamente ad Arpanet tramite un servizio commerciale X.25 (ad esempio Telenet), il traffico TCP/IP del dipartimento veniva indirizzato ad una macchina CSNET che faceva da tramite tra Arpanet e la rete commerciale X.25.
CSNET è stata sviluppata su macchine DEC VAX 11/750 e 11/780 con BSD Unix, ma in seguito ha supportato anche altre piattaforme hardware e sistemi operativi.

## NSFNet
CSNET è stata un precursore di NSFNet, la rete del National Science Foundation, che poi divenne la principale dorsale di Internet nel 1988. CSNET fu gestita in modo autonomo fino al 1989, quando si fuse con Bitnet per formare il CREN (Corporation for Research and Educational Networking). A partire dal 1991 la crescita di Internet rese obsoleta la rete CSNET, e il CREN ne terminò il progetto.

## Riconoscimenti
Il 29 luglio 2009, durante il 75º meeting dell'IETF svoltosi a Stoccolma, l'ISOC ha assegnato a CSNET il premio Jonathan B. Postel Service, riconoscendone il contributo pionieristico nel passaggio da Arpanet alla moderna Internet.